# Kabupaten Agam
Kabupaten Agam är ett kabupaten i Indonesien.   Det ligger i provinsen Sumatera Barat, i den västra delen av landet, 1 000 km nordväst om huvudstaden Jakarta. Antalet invånare är 460 568.